# Louis Gaussen

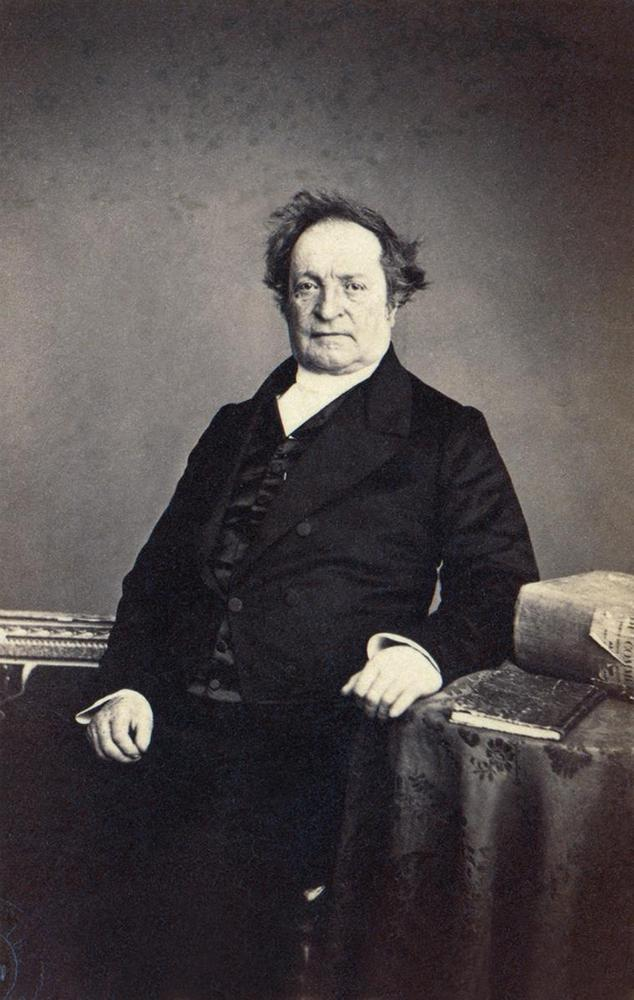
Louis Gaussen, um 1850

Samuel Robert Louis Gaussen (* 25. August 1790 in Genf; † 18. Juni 1863 ebenda) war ein evangelisch-reformierter Schweizer Theologe und Schriftsteller.

## Leben
Louis Gaussen war seit 1816 Pfarrer in Satigny bei Genf, als der Kampf der Strenggläubigen gegen die dortige Staatskirche begann. 1832 wurde er vom Genfer Staatsrat abgesetzt, weil er mit Jean-Henri Merle d’Aubigné zur Aufrechterhaltung des alten Calvinismus die theologische Schule gestiftet hatte; an dieser war er von 1836 als Lehrer tätig bis zu seinem Tod am 18. Juni 1863.
Von seinen vielen Schriften ist anzuführen: Le canon des Saintes Ecritures au double point de vue de la science et de la foi, (Lausanne 1860, 2 Bde.), deutsch: Die Aechtheit der Heiligen Schriften vom Standpunkt der Geschichte und des Glaubens, (Hamburg: Oncken, 1870).

## Werke
- Confession de foi des Eglises de la Suisse, 1819
- Lettres de M. le pasteur G. à la Vénérable Compagnie des pasteurs de Genève, 1831
- Daniel le prophète, exposé dans une suite de leçons pour une école du dimanche, 1839–1850
- Théopneustie ou inspiration plénière des Saintes Ecritures, 1840
- Sermons, 1847